# Krigsåret 1714

## Pågående krig
- Spanska tronföljdskriget (1701- 1714)[1]
  - Frankrike, Bayern, Köln och Mantua på ena sidan
  - Österrike, England, Hannover, Nederländerna, Preussen, Tysk-romerska riket och Savojen på andra sidan

- Stora nordiska kriget (1700 - 1721)[1]
  - Ryssland, Danmark, Polen-Litauen och Sachsen på ena sidan
  - Sverige och Holstein-Gottorp på andra sidan.

## Händelser

### Februari
- 19 - Golitsyn besegrar Armfeldt i slaget vid Storkyro. Ryssland tar kontroll över Finland.

### Juli
- 27 - Ryssland segrar över Sverige i sjöslaget vid Rilax.

### Fotnoter
1. 1 2  ”World Statesmen”. http://www.worldstatesmen.org/WARS.html. Läst 28 juni 2011.